# Condado de Isanti
O Condado de Isanti é um dos 87 condados do estado americano do Minnesota. A sede do condado é Cambridge, e sua maior cidade é Cambridge.
O condado possui uma área de 1 170 km² (dos quais 33 km² estão cobertos por água), uma população de 31 287 habitantes, e uma densidade populacional de 28 hab/km² (segundo o censo nacional de 2000). O condado foi fundado em 1857.